# Podospora fabiformis
Podospora fabiformis är en svampart som beskrevs av A.E. Bell & Mahoney 2005. Podospora fabiformis ingår i släktet Podospora och familjen Lasiosphaeriaceae.   Inga underarter finns listade i Catalogue of Life.